# Galgenberg (Hildesheim)
Der Galgenberg ist ein 172,5 m ü. NHN hohe Erhebung im Höhenzug Vorholz und zugleich ein Ortsteil im Südosten der Stadt Hildesheim im niedersächsischen Landkreis Hildesheim.

## Geschichte
Der Galgenberg oder genauer die Stelle dicht hinter dem Hildesheimer Bismarckturm diente wahrscheinlich bereits seit dem frühen 14. Jahrhundert als Ort der Hinrichtung durch den Strang, der auch von der Dammstadt genutzt wurde. Unter dem Namen „Galgenberg“ wurde der Hügel 1379 erstmals urkundlich erwähnt. Im Jahre 1435 wurden sieben Diebe auf einmal gehängt. Die Gehängten wurden nur ausnahmsweise abgenommen und gleich den auf dem Marktplatz Enthaupteten auf dem Katharinenfriedhof bestattet, normalerweise ließ man sie den Vögeln zum Fraße an Ort und Stelle hängen. Der Galgen wurde 1809 beseitigt, aber noch bis zur Vergabe des heutigen Straßennamens 1876 hieß die von der Stadt auf den Galgenberg führende Windmühlenstraße im Volksmund „Armesünderweg“.
Truppen Pappenheims beschossen vom Galgenberg aus am 25. September 1632 die Alt- und Neustadt Hildesheims, verloren diese Stellung jedoch am Nachmittag dieses Tages durch einen Ausfall der Verteidiger.
1853 wurde an der Windmühlenstraße, an deren Ende sich von 1812 bis 1906 tatsächlich eine Windmühle erhob, die Radlersche Glockengießerei gegründet, die bis 1936 bestand.
Um die Mitte des 19. Jahrhunderts ließ die Stadt Hildesheim auf dem Galgenberg durch Aufforstung ein Naherholungsgebiet schaffen. Für den eigens eingestellten Förster wurde 1864/65 ein Forsthaus erbaut, das 1885 in eine Gaststätte umgewandelt wurde. 2014 wurde die Gaststätte renoviert und in ein Steakrestaurant umgewandelt. Um die Gestaltung des Naherholungsgebietes kümmerte sich ein 1878 gegründeter „Verschönerungsverein“.
Zur Bebauung des Galgenberges mit einer Villenkolonie aus etwa 50 Villen gründete man 1901 eine Aktiengesellschaft, nachdem die Stadt Hildesheim 1899 einen Bebauungsplan aufgestellt hatte. Als erstes wurde das Gebiet an Mozart-, Richard-Wagner-, Mendelsohn- und Beethovenstraße bebaut. Bereits 1902 konnten die im Stil des Historismus gebauten ersten Villen bezogen werden. Der Hohenstaufenring wurde als Teil einer geplanten Ringstraße nach Kölner Vorbild angelegt, die die ganze Stadt umgeben sollte.
Im Zweiten Weltkrieg blieb der Stadtteil Galgenberg fast unversehrt. Bei einem Luftangriff auf Hildesheim am 22. Februar 1945 wurden zwei Häuser am Hohenstaufenring durch Bomben zerstört, und auf dem Gelände der ehemaligen Glockengießerei Radler an der Windmühlenstraße Ecke Goslarsche Straße entstand leichter Sachschaden. Beim letzten und schwersten Luftangriff vom 22. März 1945 wurde die Mälzerei an der Ecke Immengarten/Feldstraße von Brandbomben getroffen und schwer beschädigt sowie ein Haus am Anfang der Marienburger Straße zerstört. Auch auf Häuser in der Mozartstraße fielen Brandbomben, die jedoch unverzüglich gelöscht werden konnten, bevor Schäden entstanden.

## Sehenswürdigkeiten

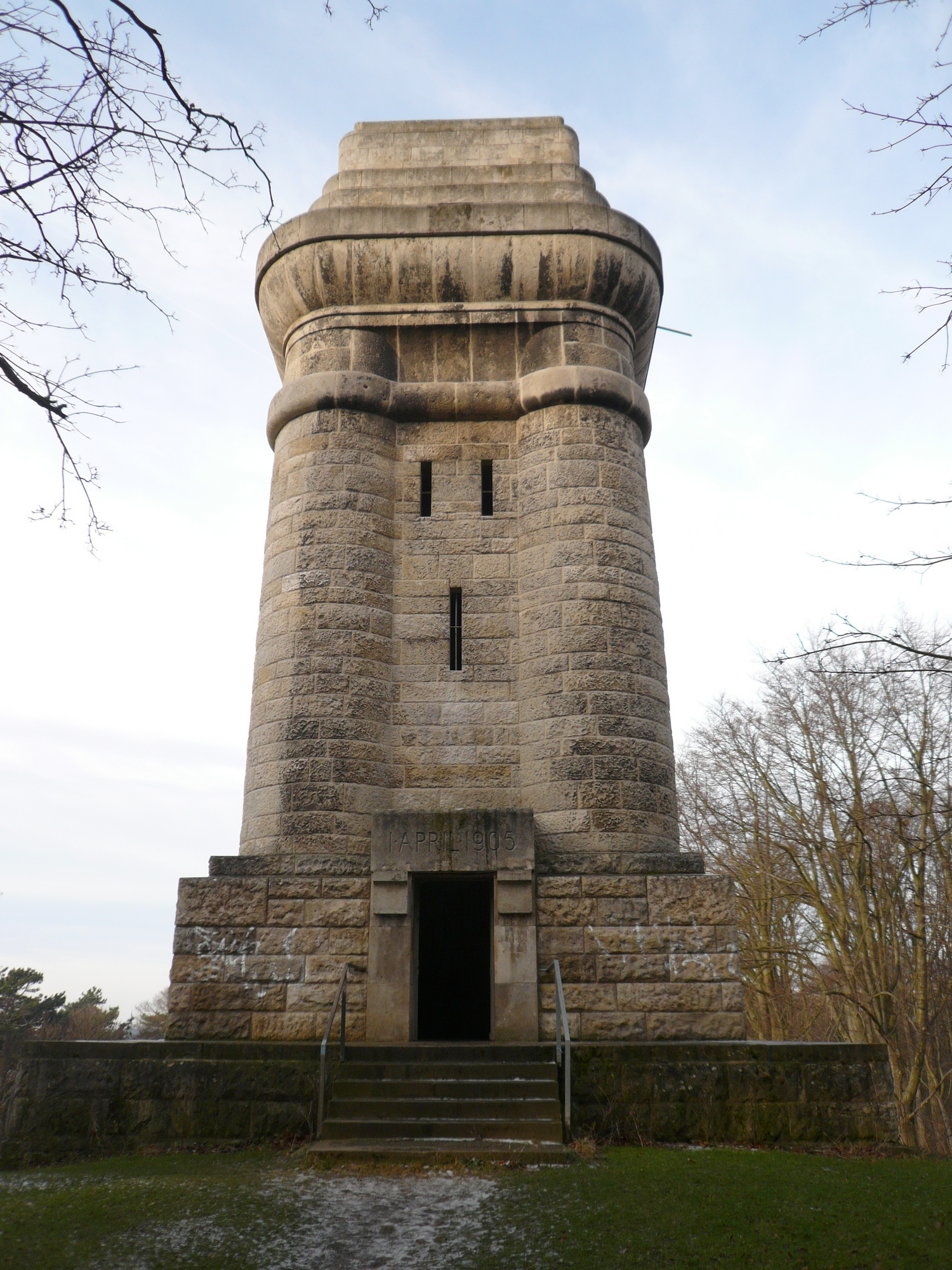
Hildesheimer Bismarckturm auf dem Galgenberg

Auf der Nordwestflanke des Galgenbergs steht der 1905 eingeweihte Hildesheimer Bismarckturm. Vom 20 m hohen Turm, der sich auf 152,5 m Höhe befindet, bietet sich ein Blick auf Hildesheim und seine Umgebung.
Die Ortsschlumpquelle am Nordhang wurde ab 1883 für die städtische Wasserversorgung erschlossen. Unweit der Mozartstraße entstanden 1894/95 zwei Hochbehälter des Wasserwerkes am Ortsschlump im Stil der Neogotik aus Naturstein. Als Schmuck wurde ein Kranz aus Zinnen angebracht, der an eine Burg erinnert. Die beiden Wasserreservoire sind mit Erde überdeckt und bestehen jeweils aus sechs gemauerten Kammern.
In der Mozart- und Richard-Wagner-Straße sind mehrere zwischen 1901 und 1911 im Stil des Historismus erbaute Villen mit Erkern, Türmen und Fachwerkelementen sehenswert.
Auf dem Spitzhut, einem Gipfel des Galgenbergs, befindet sich der Gelbe Turm.
Am 17. Oktober 1868 wurde auf dem Westhang ein umfangreicher römischer Silberschatz gefunden.
Auf dem Südwesthang befindet sich das am 10. Juni 1939 eingeweihte monumentale Kriegerdenkmal am Galgenberg sowie darüber ein Aussichtspunkt.
Am unteren Ende der auf das Kriegerdenkmal zulaufenden, in ihrem oberen Teil alleeartig ausgebauten Feldstraße befinden sich außerdem die Sieben Brüder, eine denkmalgeschützte Wohnanlage aus dem 19. Jahrhundert.
Die Paul-Gerhardt-Kirche, zum Zeitpunkt ihrer Einweihung 1964 das modernste Kirchengebäude Hildesheims, ist mit ihrem 30 m hohen und weithin sichtbaren Turm eines der markantesten Bauwerke des Stadtteils.
Am oberen Ende der Silberfundstraße befindet sich das Landesbildungszentrum für Hörgeschädigte. Im Norden des Galgenberges wurde 2011 auf dem Gelände der ehemaligen Ledebur-Kaserne der Neubau des ehemaligen Städtischen Klinikums eröffnet, seit 2014 betrieben von den Helios-Kliniken.